# Vuelvo a Salta
Vuelvo a Salta es una canción compuesta por el músico de rock argentino y exlíder del grupo Suéter Miguel Zavaleta. Es la tercera canción que forma parte de su primer álbum como solista No sé, quizás, suerte editado en el año 2011.

## Historia
La canción fue compuesta en el año 2005 y registrada por Sadaic en el año 2007. Gracias ha dicha composición, Zavaleta ganó el concurso a la mejor canción rubro rock en el año 2006 y pretendía ser grabada en un disco de la agrupación Suéter; aunque por problemas en sus miembros, la banda se separó antes de grabar dicho trabajo discográfico, que quedó incluso por más de tres años.

## Interpretación
La letra aborda la melancolía de su autor por ir al lugar donde vive toda su familia, en la provincia de Salta, (en el norte de la Argentina). Sin embargo la canción es en si, un romance "ficticio", según dicho por el propio Zavaleta.

## Análisis de la canción
- En la primera dos estrofas; se denotan claramente las ansias de regresar al lugar deseado y donde recuerda sus primeros años de infancia:

Apurándome al regresar,
al lugar donde fui feliz.
Poca ruta me queda ya,
espero llegar a tiempo.

- Aquí las dos estrofas muestran en sentido metafóricos, paisajes del viaje al norte argentino:

Desde el sur hacia el norte voy,

donde el aire llena mi voz.

Y los ríos brillan al sol,

y las mujeres cantan.

Y ya esta en el valle,
haciéndose el verano.
Y a la siesta el amor es más despacio.

Manojito albaca,
atado a tu cintura,
y ese suave resplandor que te acompaña

.
- En la siguiente estrofa, detona un romance ficticio que el autor tiene por un amor inexistente:

Me dejaste en un carnaval,
mi careta no sirve más.
Con mis lágrimas la arruiné,
se derritió en mis manos.

- Aquí, los cuatro versos replantean sobre su desentierro, de haber dejado su lugar de origen para ir a otro lado y manifestando su melancolía:

Luego vino todo lo demás,
mi venganza sin saciedad.
Que gané me pregunto yo?
solo y desterrado?

- En esta estrofa; deja en claro que masca su soledad y se refugia en la tristeza y nostalgia:

Acullico de la soledad,
quiero vino contra el dolor.
Ya la lluvia se disipó,
stoy llegando a verla.

- En esta estrofa habla de La Caldera, perteneciente al departamento homónimo, donde nació Zavaleta. Aquí, la letra habla de un recuerdo instantáneo que perduró en el artista:

Solo fue un momento,
allá en La Caldera,
El mejor momento de mi vida entera.

Como hoja de comadre,
Se abre tu sonrisa:,
Y es el remo de mi memoria y tormento.

- Aquí describe la ruta de su viaje hasta su destino final; donde describe sus ansias de llegar:

De mañana a la Capital,
por la tarde en el Totoral.
Y a la noche en Tucumán,
estoy llegando a Salta.

- En los siguientes versos, describe su llegada hasta su destino fila, donde hizo realidad su deseo de retornar su lugar de origen:

Portezuelo del corazón,
todo el viento me lleva a vos.
Veo tu casa y tu balcón,
que frío hay en mi pecho.

Acullico de la soledad,
ay Diosito que no haya alguien más.
Quiero vino contra el dolor.
estoy llegando a verla.

- Aquí en el estribillo, describe que finalmente quiere dejar la melancolía, la tristeza y los recuerdos del pasado, para poder mirar hacia adelante:

Ya no quiero fotos,
que me muestren el pasado.
Solo quiero estar con vos hasta morir.

Y galopar bajo la
luna en tu caballo.
Y encender su resplandor,
con solo hablarnos.

Estoy llegando a Salta...

## Música
La base musical de la canción, está compuesta al ritmo de la música andina, típica del norte de la Argentina. Para esta composición se usó una base de huayno; que según su autor manifestó:

«Es técnicamente un huayno, solamente que yo me tomo la libertad de hacerlo como a mí me gusta, pero sí, el folklore es fundamental para mí. Las melodías de la zamba seguirán pegadas dentro mío por siempre, eso es así».
Miguel Zavaleta